# Dos Buratinos
Dos Buratinos — российский музыкальный коллектив, основанный Евгением Горбуновым и Русланом Тагировым в Перми в августе 2005 года. Группа работает в жанре электронной музыки, в частности с такими стилями, как лаунж и deep house. В настоящее время коллектив существует как распределенная группа участников, живущих в Перми и Екатеринбурге.

## Краткая история
Август 2005 — образование проекта Евгением Горбуновым и Русланом Тагировым, первые выступления на вечеринках, прямой эфир и выступление на радио Эхо Москвы — Пермь в программе «Обратная сторона Эха». Несмотря на то, что состав участников время от времени варьируется, было решено в будущем сохранять первоначальное название — Dos Buratinos, так как основными авторами и продюсерами всей музыки остаются Евгений и Руслан.
Август 2007 года — третьим официальным участником проекта становится вокалистка Валерия Пименова, чей голос запомнился по песне «Tender Lover», которая с лета 2007 года и до сих пор (весна 2009) находится в ротации пермских радиостанций «Хит-ФМ» и «Кама-ФМ».
Октябрь 2007 года — в состав Dos Buratinos вливается четвёртый участник — саксофонист Сергей Мисюрев, представитель джазовой молодёжи города, также играющий на флейте, перкуссии и множестве других инструментов.
Май 2008 года — Руслан переезжает в Екатеринбург, но группа продолжает существовать благодаря обмену идеями через интернет и частым поездкам в родной город.
Август 2008 года — Валерия Пименова переезжает учиться в Москву. Проект продолжает деятельность как трио, сочиняя новую музыку и давая новые концерты.
Октябрь 2009 года — Сергей Мисюрев покидает группу без объяснения причин.
Апрель 2010 года — первые репетиции в новом составе — в группу вливается саксофонист из Екатеринбурга Алексей Захаров. Подготовка к релизу дебютного альбома.
Февраль 2012 года — группа стала лауреатом ежегодной премии в области живой музыки Пермского края в номинации «Вклад в развитие музыки Пермского края» (Источник: Подведены итоги премии Perm Music Awards 2012. Фотолента PRM.RU. (недоступная ссылка — история). Дата обращения: 14 апреля 2012.)
В активе Dos Buratinos — регулярные выступления на клубных и лаунж-площадках города Перми и за её пределами с гастрольными поездками.
На сцене Dos Buratinos смешивают различные стили от down-tempo и lounge, через house и techno до intelligent drum-n-bass в музыкальный коктейль и подают это в виде живого электронного джема. Проект работает в различных стилях электронной музыки. В настоящее время звучание всё больше смещается в сторону мягкой мелодичной музыки chill/lounge, deep-/минимал-/тек-хаус, ню-джаз.
Особое признание публики получили песни Tender Lover, Control U, Космос, Дорога в никуда и инструментальные композиции Deep Into You, Lorio’s Dreams и другие. (Источники: Рейтинг композиций на сайте PromoDJ. Дата обращения: 24 июня 2009. Архивировано из оригинала 2 апреля 2012 года., Чарты на LastFM. Дата обращения: 22 июня 2009. Архивировано из оригинала 2 апреля 2012 года.)
Концертное выступление представляет собой исполнение оригинального авторского материала и иногда кавер-версий любимых песен, с использованием грувбокса, семплера, синтезаторов, вокодера, саксофона, флейты, перкуссии, вокала, эффект-процессоров, ноутбука с программами для сценической работы, с развитием композиции в режиме «электроджема» в реальном времени — смесь студийной работы на сцене, изготовления ремиксов на самих себя и CJ-инга в режиме онлайн.
Проект также занимается ремикшированием и саунд-продюсерской деятельностью, участники Dos Buratinos сотрудничают с дружественными коллективами в Перми и Екатеринбурге в качестве сессионных музыкантов, участвуют в джем-сессиях, играют DJ сеты из любимой музыки в местных лаунж-кафе и чиллаутах клубов, а также реализуют сольные творческие амбиции.

## Знаковые выступления
- 6-летие «Эхо Москвы в Перми» на берегу Камы (2005)
- эксклюзивная новогодняя вечеринка для слушателей Радио Максимум Пермь (2006)
- хедлайнеры почти всех Depeche Mode Party в Перми (2005—2008)
- презентация программы «Пермь — Культурная столица Поволжья 2006»
- презентация нового бутика (и новой коллекции) DIESEL jeans (2005)
- презентация кабриолета Volkswagen EOS (2006)
- официальное участие в Казантипах в 2006 и 2007 году.
- открытие «Ночи Пожирателей Рекламы 2007 в Перми»
- презентация Porsche Cayman S Edition 1 (2008)
- фестивали «УрбанРомантика» (2006) и «ИнтроКультура версия 2.0» в Оренбурге (2007) (на последнем — совместно с Дельфином)
- сольные концерты в Оренбурге, клуб Калипсо (2008, 2009)
- множество сольных концертов в кафе «Небеса», «Меню», «Кофе-Сити-Арт» Пермь (2006—2009)
- «Ночь немого кино» на фестивале Рок-Лайн-2008 — с живым саундтреком к фильму «Молчи, грусть, молчи» (1918 г., реж. П. Чардынин, в гл. роли Вера Холодная)
- фестиваль «Стереолето» в Екатеринбурге 5 июля 2008 г (совместно с Red Snapper, Dsh-Dsh, Do-Up, Стереотипы, Project Aeroplane)
- выступление на презентации event-центра Wolder Hall, Пермь (2008)
- участие в фестивале «Живая Пермь 2009» с сольным концертом на набережной у Речного вокзала (29.05.2009)
- гастроли в Екатеринбурге, Казани, Череповце, Ижевске, Москве, Оренбурге и др. городах. (2005—2009)
- участие в культурной программе фестиваля «Территория» в Перми (Музей Современного Искусства PERMM, октябрь 2009)
- выступление в Телеклубе  (Екатеринбург) с группами Red Snapper и VFSix (октябрь 2009)
- участие в фестивале «Живая Пермь 2010» с концертом на сцене «Электроника» в сквере Дзержинского (12.06.2010)[2]
- участие в фестивале SUNKИ 2010 (24.08.2010)[3]
- участие в международном фестивале Камва в Перми (09.09.2012)

## Участники
- Евгений Горбунов в 1991 году начал творческий путь в группе «ОРДЕР», в дальнейшем развившейся в «КМ» (Классическая Музыка) при ДК им. Кирова, которая закончила своё существование в 1997 году. После был барабанщиком в первом составе известной пермской рок-группы «Враг врага», одновременно с друзьями создал проект «Дереволаzы», по сути ставший первым в Перми трип-хоп коллективом, затем увлёкся студийной работой в качестве звукорежиссёра, саунд-продюсера и ремикшера, записал музыку для презентационного DVD о Пермском крае. Параллельно с Dos Buratinos Евгений увлечён своим проектом RadioOff, создавая инструментальные композиции в стиле лаунж/нью-джаз и записывая материал для серии ремиксов «ТушОнка», где кардинально перерабатывает песни пермских рок-групп.
- Руслан Тагиров — активный подвижник концертной электроники в Перми, автор ремиксов для российских (Ольга Рождественская и Moscow Grooves Institute, Технология, Module, Sensor>, Nuclear Losb, IVA, Do-Up и др.) и западных (Camouflage, Daybehavior, Monica Schroeder, Color Theory, Curve и др.) коллективов, в прошлом — организатор вечеринок и концертов с участием электронных коллективов из Москвы, Ижевска, Новосибирска, также работает сольно под псевдонимом INBOX, ранее был лидером «грув-роковой» группы Zero Gravity Trio, продюсер дисков со сборниками пермской электроники. В мае 2004 создал на Радио Максимум Пермь авторскую программу об электронной музыке и новостях высоких технологий «Инженер Попов», где еженедельно в течение года, пока она выходила в эфир, представлялись музыкальные новинки со всего мира, особое внимание уделялось популяризации российской электронной музыки. В отдельном разделе программы представлялись пермские электронные музыканты, и именно благодаря «Инженеру Попову» и познакомились будущие создатели Dos Buratinos — Руслан получил демодиск для очередной программы от Евгения, после прослушивания музыки стало понятно, что усилия надо срочно объединить.
- Алексей Захаров — известный в Екатеринбурге саксофонист, выпускник Уральской государственной консерватории, диплом с отличием, ученик Игоря Олеговича Паращука. В 2008 году окончил аспирантуру в той же консерватории. Задействован во множестве проектов в различных стилях, от современной классики до джаза. В разное время работал солистом Уральской областной филармонии, Уральского молодёжного симфонического оркестра, Уральского государственного театра эстрады, сотрудничает с Биг-бендом под управлением Виталия Владимирова, является сессионным музыкантом группы Do-Up. Занимался на мастер-классах у ведущих мировых исполнителей-саксофонистов: Маргариты Шапошниковой (Россия), Жан-Дени Миша (Франция), Патрика Поузи (США), Марко Альбонетти (Италия), Ричи Коула (США), Асако Иноуэ (Япония). Также сам дает уроки игры на саксофоне и блок-флейте.

### Бывшие участники
- Сергей Ми́сюрев — музыкант-мультиинструменталист, играет на саксофоне, трубе, флейте, клавишных, гитаре, барабанах и перкуссии, сочиняет и продюсирует электронную музыку, как сессионный музыкант участвует во множестве джазовых проектов города. Основной инструмент — саксофон-альт. Также одновременно развивает собственные электронные проекты: Faculty of arts (минимал-техно, глитч), Сны Фурье (IDM, clicks-n-cuts, эмбиент), Women Against Violence Against Women (пауэрнойз), to4ka.dna (IDM, импровизационная музыка). Кроме прочего, участвует в музыкальном в проекте пермского Comedy Club — Music Club. Основатель пермского сетевого лейбла Constanta.
- Валерия Пименова — вокалистка. До работы с Dos Buratinos была солисткой пермской рок-группы «Блики». В августе 2008 года покинула коллектив и учится в Москве на факультете издательского дела и журналистики МГУП.

## Дискография

### Промозаписи, участие в сборниках
- Сентябрь 2007. Dos Buratinos «Апельсиновая музыка. Аудиоприложение к журналу Шпиль» (Пермь) Полноформатный промоальбом (12 треков) Обложка номера журнала Шпиль, с которым шел диск, сентябрь 2007 г. (недоступная ссылка). Согласованная с авторами торрент-раздача релиза доступна на [rutracker.org/forum/viewtopic.php?t=2076772 rutracker.org]
- Сентябрь 2007. «Rafinad — unmixed compilation by Denis Binokl» (Virus Music, Украина). Включает треки Dos Buratinos 'Deep Into You' и 'Tender Lover' Обзор релиза на сайте topdj.ua
- Ноябрь 2007. Компиляция пермской электронной музыки «Снегопад. Аудиоприложение к журналу Шпиль». Включает трек Dos Buratinos 'Космос' Обложка номера журнала Шпиль, с которым шел диск, ноябрь 2007 г. (недоступная ссылка)
- Март 2008. Компиляция пермской электронной музыки «Романтика. Столица». Включает треки Dos Buratinos 'Control U', 'Tender Lover'.
- Февраль 2010. Компиляция «Lotto Sampler #1» (Carica Lotto, Россия). Cat.no:CARLOT001. Включает трек Dos Buratinos 'PheeZoo (2010 mix)'. Доступен на BeatPort (недоступная ссылка)
- Май 2010. Компиляция «COSMIC CHILL LOUNGE VOL. 4» (Sine Music, Германия). Cat.no:SM 0013. Включает трек Dos Buratinos 'Control U' (Inbox Take Control mix) Доступен на Juno Download

### Синглы
- Октябрь 2008. Интернет-сингл 'Control U' с ремиксами от участников Dos Buratinos, а также Supergalaktika, Legoroom, Lazy People Orchestra, Mikola Fate. Релиз на PromoDJ и Mimonot.net. С января 2010 года осуществляется авторская торрент-раздача на [rutracker.org/forum/viewtopic.php?t=2660878 rutracker.org]
- Июнь 2009. Интернет-сингл 'Control U' переиздание 2009 года с ремиксами от участников Dos Buratinos, а также Legoroom, Lazy People Orchestra, MoVoX. Релиз на Musicheads.De, Cat.no:MU 00162. Доступен на Juno Download.

### Виниловые релизы

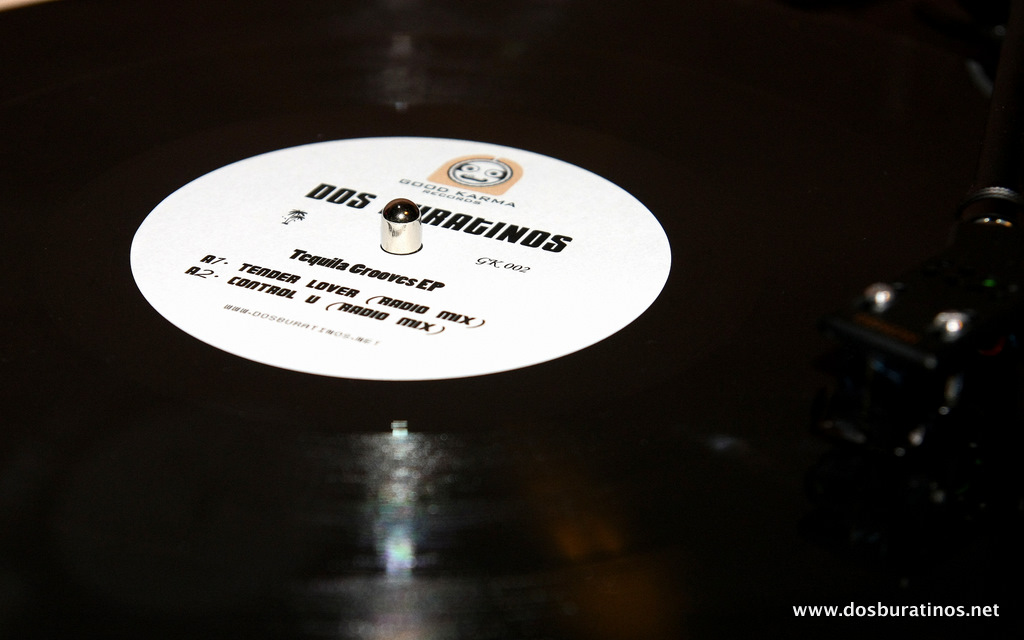
Пластинка 'Tequila Grooves EP'

- Январь 2011. 'Tequila Grooves EP.' (Good Karma records, cat no: GK002). Лимитированный тираж (30 экземпляров, dubplate). Заказ пластинки доступен на официальном сайте.

A1. Tender Lover (Radio mix)
A2. Control U (Radio mix)
B1. PheeZoo (2010 mix)
B2. Sunset (2010 cut)

### Альбомы
- В настоящее время записывается и отбирается студийный материал для дебютного альбома Tequila Groovin' Jams.

### Избранные ремиксы
- Ольга Рождественская & Moscow Grooves Institute «Уйди!» (KitchenSpeech remix) — не издан официально
- Катя Чехова «Я — Робот» (DOS BURATINOS GIUSEPPE mix) издан Uplifto Records (недоступная ссылка)
- Lesnikov-16 — «Пенетратор» (DOS BURATINOS Karrabass mix) издан Molot/Irond
- Модуль — «Я знаю» (Dos Buratinos April Lounge mix/Dos Buratinos Easy mix) издан Uplifto Records (недоступная ссылка)
- Camouflage — We Are Lovers (Dos Buratinos remix) — первое место в конкурсе ремиксов, официально опубликован на сайте www.Camouflage-Music.com
- Afro Celt Sound System — My Secret Bliss (Jacuzzi remix) — отмечен множеством положительных отзывов на ремикс-портале лейбла Питера Гэбриела — World Remixed
- Инна Желанная — Колодец (Istanbul remix) — получил персональную положительную рецензию певицы на конкурсе ремиксов на PromoDJ

### Сайты с музыкой и другими материалами группы
- Dos Buratinos — официальный сайт
- Dos Buratinos @ Myspace
- Dos Buratinos на PromoDJ — музыка, афиша, фото, видео
- Видео Dos Buratinos на YouTube

### Статьи, интервью
- Интервью для портала PRM.RU, октябрь 2007
- О проекте «Немое кино: музыка в черно-белых тонах» (недоступная ссылка)

### Прочая справочная информация
- Некоторые релизы Dos Buratinos в каталоге Discogs.com
- Dos Buratinos на LastFM
- Рецензия на сингл 'Control U' от Solid Sky
- Информация о группе на американском сайте о русской музыке Far From Moscow (недоступная ссылка) — сайт поддерживается Факультетом славянских языков и литературы Калифорнийского университета в Лос-Анджелесе
- Информация о группе на сайте Moskva.FM (недоступная ссылка)